# Masailøve
Masailøven (latin: Panthera leo nubica) er en østafrikansk underart af løven. Denne underart inkluderer flere tidligere anerkendte underarter, bl.a. Panthera leo massaica.